# Euprosthenops
Genre
Synonymes
- Podophthalma Brito Capello, 1867
- Euprosthenomma Roewer, 1955

Euprosthenops est un genre d'araignées aranéomorphes de la famille des Pisauridae.

## Distribution
Les espèces de ce genre se rencontrent en Afrique, en Israël et en Inde.

## Liste des espèces
Selon World Spider Catalog (version 22.5, 05/11/2021) :
- Euprosthenops australis Simon, 1898
- Euprosthenops bayaonianus (Brito Capello, 1867)
- Euprosthenops benoiti Blandin, 1976
- Euprosthenops biguttatus Roewer, 1955
- Euprosthenops ellioti (O. Pickard-Cambridge, 1877)
- Euprosthenops insperatus Zonstein & Marusik, 2021
- Euprosthenops pavesii Lessert, 1928
- Euprosthenops proximus Lessert, 1916
- Euprosthenops schenkeli (Roewer, 1955)
- Euprosthenops wuehlischi Roewer, 1955

## Publication originale
- Pocock, 1897 : « Descriptions of two new species of scorpions from East Africa. » Annals and Magazine of Natural History, sér. 6, vol. 19, p. 116-119 (texte intégral).